# Etty Fraser
Etty Fraser Martins de Sousa (Rio de Janeiro, 8 de maio de 1931 — São Paulo, 31 de dezembro de 2018) foi uma atriz e apresentadora brasileira.
Etty Fraser Martins de Sousa nasceu em 8 de maio de 1931, no Rio de Janeiro. Seu nascimento, aliás, aliviou a pressão que a mãe sofria do próprio pai. É que a mãe da atriz era uma judia polonesa e se casou escondida com um argentino que era filho de escocês protestante. O avô de Etty só aceitou a união quando ela nasceu.
Em 1946, logo após o fim da Segunda Guerra Mundial, ela e a irmã Vivi estudaram na Inglaterra. Então disposta a ser uma professora de inglês, Etty mudou o rumo de sua vida ao conhecer o teatro de Shakespeare. Mesmo assim, só estreou como atriz aos 28 anos, quando acompanhou uma aluna na peça Vento Forte para Papagaio Subir, montado por um grupo amador da Faculdade de Direito. Era, na verdade, o embrião do Teatro Oficina.

## Carreira
Atriz eminentemente de teatro, em 1968 estreou na televisão, participando da revolucionária novela Beto Rockfeller, de Bráulio Pedroso, na Tupi. Foi o folhetim que mudou os rumos da telenovela brasileira, tornando-a mais próxima do nosso dia a dia. Na década de 1980 apresentou na TV Record um programa culinário de muito sucesso chamado À Moda da Casa. Foi jurada do Show de Calouros no período em que o Programa Silvio Santos era exibido pela Rede Tupi, de 1976 a 1980.
Foi uma das fundadoras dos teatros Oficina e Arena, participando das principais montagens desses espaços – algumas históricas, como O Rei da Vela.
No cinema, Etty participou de inúmeros filmes, muitos antológicos, como São Paulo S.A. (1965), de Luis Sérgio Person. Mas foi em Durval Discos, que Anna Muylaert dirigiu em 2002, que a atriz revelou a força de seu talento.

## Vida pessoal
Etty foi casada com o também o ator Chico Martins (morto em 2003), com quem se casou em 1960, quando os dois contracenaram pela primeira vez juntos, na peça As Feiticeiras de Salem, de Arthur Miller. O diretor foi Antunes Filho e a montagem contou ainda com cenários de Maria Bonomi. Eles só sacramentaram a união na Igreja em 1992, quando a atriz, filha de mãe judia, converteu-se ao catolicismo.

## Morte
Etty Fraser faleceu aos 87 anos na noite do dia 31 de dezembro de 2018, uma segunda-feira, após sofrer um ataque cardíaco. O corpo da atriz foi cremado no crematório da Vila Alpina em 2 de janeiro de 2019.

## Filmografia

### Televisão
| Ano     | Título                  | Papel                  | Notas                       | Emissora          |
| ------- | ----------------------- | ---------------------- | --------------------------- | ----------------- |
| 1959    | Grande Teatro Tupi      | —                      |                             | Rede Tupi         |
| 1961    | O Vigilante Rodoviário  | Fã                     | Episódio: "O Rapto do Juca" | Rede Tupi         |
| 1966    | Ninguém Crê em Mim      | —                      |                             | Rede Tupi         |
| 1968    | Beto Rockfeller         | Madame Walesca         |                             | Rede Tupi         |
| 1969    | Nino, o Italianinho     | Adelaide               |                             | Rede Tupi         |
| 1970    | Simplesmente Maria      | Pierina                |                             | Rede Tupi         |
| 1972    | Vitória Bonelli         | Hipólita (Pina)        |                             | Rede Tupi         |
| 1974    | O Machão                | Mimosa                 |                             | Rede Tupi         |
| 1975    | Meu Rico Português      | Frida                  |                             | Rede Tupi         |
| 1976    | Os Apóstolos de Judas   | Evelyn                 |                             | Rede Tupi         |
| 1977    | Tchan, a Grande Sacada  | Madame Duducha         |                             | Rede Tupi         |
| 1978    | Salário Mínimo          | Letícia                |                             | Rede Tupi         |
| 1980    | Cavalo Amarelo          | Elisa                  |                             | Rede Bandeirantes |
| 1980    | Dulcinéa vai à guerra   | Elisa                  |                             | Rede Bandeirantes |
| 1980–87 | À Moda da Casa          | Apresentadora          |                             | Rede Bandeirantes |
| 1987    | Sassaricando            | Felícia Foster Santana |                             | Rede Globo        |
| 1992    | Mundo da Lua            | Tia Yolanda            |                             | TV Cultura        |
| 1993    | A Justiça dos Homens    | —                      | Episódio: "A Dúvida"        | SBT               |
| 1998    | Torre de Babel          | Sarita Teixeira        |                             | Rede Globo        |
| 2001    | Entre o Amor e a Espada | Madre Superiora        |                             | TVE Brasil        |
| 2004    | Um Só Coração           | Ita Brucker            | Episódios: "6–7 de janeiro" | Rede Globo        |
| 2006    | Cidadão Brasileiro      | Mariazinha             |                             | Rede Record       |
| 2010    | Uma Rosa com Amor       | Antonieta Alves        |                             | SBT               |

### Cinema
| Ano  | Título                                     | Personagem          |
| ---- | ------------------------------------------ | ------------------- |
| 1965 | São Paulo S.A.                             | Vizinha             |
| 1967 | O Mundo Alegre de Helô                     | —                   |
| 1969 | O Agente da Lei                            | Fã                  |
| 1970 | Em Cada Coração um Punhal                  | Donzela             |
| 1970 | Paulicéia Fantástica                       | Narradora           |
| 1971 | Diabólicos Herdeiros                       | —                   |
| 1974 | Macho e Fêmea                              | Gertrudes           |
| 1974 | O Super Manso                              | Anita               |
| 1975 | Efigênia Dá Tudo Que Tem                   | Efigênia            |
| 1976 | Senhora                                    | Firmina Mascarenhas |
| 1982 | Dôra Doralina                              | Atriz Mambembe      |
| 1982 | O Homem do Pau-Brasil                      | Olívia Penteado     |
| 1983 | O Rei da Vela                              | —                   |
| 1992 | As Três Mães                               | —                   |
| 1995 | A Origem dos Bebês Segundo Kiki Cavalcanti | Diretora Patrícia   |
| 2002 | Durval Discos                              | Carmita             |
| 2003 | Cristina Quer Casar                        | Mulher na loja      |
| 2003 | Por um Fio                                 | Dona Joaninha       |
| 2007 | Sete Vidas                                 | D. Bezinha          |
| 2007 | Coração de Tangerina                       | Adélia              |
| 2008 | Cineminha                                  | Marga               |
| 2009 | Por Um Pouco Mais de Liberdade             | Maria               |
| 2009 | É Proibido Fumar                           | Avó Judia           |
| 2011 | O Filme dos Espíritos                      | Dona Maria          |

## Teatro[10]
| Ano       | Título                                 | Personagem              | Direção                     | Notas    |
| --------- | -------------------------------------- | ----------------------- | --------------------------- | -------- |
| 1959      | A Incubadeira                          | Alzira                  | Amir Haddad                 |          |
| 1960      | Seis Personagens à Procura de um Autor | Dama Central            | Adolfo Celi                 |          |
| 1960      | Calúnia                                | Mildred Wells           | Adolfo Celi                 |          |
| 1960      | As Feiticeiras de Salém                | Mercy                   | Antunes Filho               |          |
| 1961      | A Vida Impressa em Dólar               | Bessie Berger           | Zé Celso                    |          |
| 1961      | José, do Parto à Sepultura             | Mãe                     | Antônio Abujamra            |          |
| 1962      | Quatro num Quarto                      | Camarada Constantina    | Maurice Vaneau              |          |
| 1963      | Os pequenos burgueses                  | Akoulina                | Zé Celso                    |          |
| 1964      | Andorra                                | —                       | Zé Celso                    | Produção |
| 1964      | Toda Donzela Tem Um Pai que É Uma Fera | —                       | Benedito Corsi              | Produção |
| 1966      | Os Inimigos                            | Polina                  | Zé Celso                    |          |
| 1966      | A Vida Impressa em Dolar               | Bessie Berger           | Zé Celso                    |          |
| 1967      | O Rei da Vela                          | Dona Cesarina, A Baiana | Zé Celso                    |          |
| 1967      | Quatro num Quarto                      | Constantine             | Zé Celso                    |          |
| 1968      | Poder Negro                            | —                       | Fernando Peixoto            | Produção |
| 1969      | MacBird                                | Lady MacBird            | Augusto Boal                |          |
| 1972      | A Capital Federal                      | —                       | Flávio Rangel               |          |
| 1972      | Um Violinista no Telhado               | Goldie                  | Oswaldo Loureiro            |          |
| 1974      | Da Necessidade de Ser Polígamo         | —                       | Jayme Barcelos              |          |
| 1975      | O Duelo                                | Mariana                 | Roberto Vignati             |          |
| 1977      | Os pequenos burgueses                  | Akoulina                | Renato Borghi               |          |
| 1978      | No Sex Please                          | Eleanor Miller          | Flávio Rangel               |          |
| 1981      | O Dia em que Raptaram o Papa           | Sara                    | José Neto                   |          |
| 1983      | Oito Mulheres                          | Augustine               | Kiko Jaess                  |          |
| 1990      | Os pequenos burgueses                  | Akoulina                | José Taklas                 |          |
| 1994      | A Paixão de Cristo                     | —                       | —                           |          |
| 1994      | Natal na Praça                         | —                       | Oswaldo Mendes              |          |
| 1996      | Oeste                                  | A Mãe                   | Marco Ricca                 |          |
| 1998      | Porca Miséria                          | —                       | Gianni Ratto                |          |
| 2003      | A Importância de Ser Fiel              | Miss Prism              | Eduardo Tolentino de Araújo |          |
| 2006      | Família Muda-se                        | Mulher da família       | Odilon Wagner               |          |
| 2014-2015 | A última sessão                        | Amiga boca suja         | Odilon Wagner               |          |

## Prêmios
| Ano  | Premiação                                              | Nomeação                 | Obra                           | Resultado | Ref    |
| ---- | ------------------------------------------------------ | ------------------------ | ------------------------------ | --------- | ------ |
| 1966 | Prêmio Associação Paulista de Críticos Teatrais (APCT) | Melhor Atriz Coadjuvante | Os Inimigos                    | Venceu    |        |
| 1966 | Prêmio Molière                                         | Melhor Atriz Coadjuvante | Os Inimigos                    | Venceu    |        |
| 1966 | Prêmio Saci                                            | Melhor Atriz Coadjuvante | Os Inimigos                    | Venceu    |        |
| 1981 | Prêmio Molière                                         | Melhor Atriz             | O Dia em que Raptaram o Papa   | Venceu    |        |
| 1981 | Troféu Mambembe                                        | Melhor Atriz             | O Dia em que Raptaram o Papa   | Venceu    |        |
| 1996 | Troféu Mambembe                                        | Melhor Atriz Coadjuvante | Oeste                          | Venceu    | [ 11 ] |
| 2002 | Cine Pernambuco - Festival do Audiovisual              | Melhor Atriz             | Durval Discos                  | Venceu    |        |
| 2004 | Prêmio Guarani de Cinema Brasileiro                    | Melhor Atriz             | Durval Discos                  | Indicado  |        |
| 2009 | I Mostra Mundo Maior de Cinema                         | Melhor Atriz Coadjuvante | Por Um Pouco Mais de Liberdade | Venceu    |        |